# Armoiries du Salvador
Les armoiries nationales du Salvador furent créées par le dessinateur salvadorien Rafael Barraza Rodríguez qui remporta, parmi trente compétiteurs, un concours organisé par le Ministère de la Guerre et de la Marine, en 1912. Les armoiries du Salvador ont inspiré de nombreux écrivains et poètes qui ont donné, au fil des ans, différentes interprétations aux symboles qu'elles contiennent. Le triangle équilatéral est le symbole de la vieille devise Libertad, la Igualdad y la Fraternidad. Les deux mers ouvertes, représentent l'esprit d'un peuple solidaire en constante communion avec le reste des nations libres. Les cinq volcans massifs, surgis avec fracas, signifient la bravoure de la race, les parcelles désagrégées de la Patria Grande et le début de la nation, incarnée par la légende qui entoure le dessin. Le ciel, plein d'une lumineuse transparence, représente la gloire, l'héroïsme et le sacrifice pour la Liberté. Le bonnet phrygien couronné de la légende qui consacra la souveraineté du Salvador, est le symbole de la libération du joug étranger. L'arc-en-ciel de paix, symbolise le sentier que doit emprunter l'Amérique centrale, pour accomplir son destin.
Sur le blason cinq drapeaux sont représentés, qui sont là pour faire référence aux couleurs de l'enseigne fédérale, à l'héritage des fondateurs de la Nation et au rêve de Morazán. Les quatorze feuilles du rameau de laurier représentent les 14 départements de la République et sont une exaltation de la gloire à laquelle elles aspirent pour suivre le chemin de la paix, le travail et le progrès. En bas, les deux branches de laurier sont unies par un ruban bleu, avec au-dessus, un autre ruban or sur lequel figure la devise « DIOS, UNIÓN, LIBERTAD » qui concrétise la croyance en un Pouvoir Supérieur qui gouverne tout, l'unité et l'harmonie qu'exige la marche de la famille salvadorienne vers un destin meilleur et l'esprit de liberté indomptable du peuple, qui a préféré une lutte inégale et la mort à l'invasion étrangère. Autour du cercle formé par les branches de laurier figure la légende: REPÚBLICA DE EL SALVADOR EN LA AMERICA CENTRAL.